# Manfred Schumann
Manfred Schumann (Hanover, República Federal Alemana, 7 de febrero de 1951) es un deportista alemán que compitió en bobsleigh y atletismo, especializado en la prueba de 60 m vallas, en la que consiguió ser subcampeón europeo en pista cubierta en 1972.
En el Campeonato Europeo de Atletismo en Pista Cubierta de 1972 ganó la medalla de plata en los 60 m vallas, con un tiempo de 6.58 segundos, tras el francés Guy Drut y por delante del soviético Anatoliy Moshiashvili (bronce con 6.59 segundos).
Participó en los Juegos Olímpicos de Innsbruck 1976, obteniendo una medalla de plata en la prueba de Bobsleigh doble y bronce en la prueba cuádruple. Ganó una medalla de plata en el Campeonato Europeo de Bobsleigh de 1976.

## Palmarés internacional
| Juegos Olímpicos   | Juegos Olímpicos     | Juegos Olímpicos  | Juegos Olímpicos |
| Año                | Lugar                | Medalla           | Prueba           |
| ------------------ | -------------------- | ----------------- | ---------------- |
| 1976               | Innsbruck (Austria)  | Medalla de plata  | Dople            |
| 1976               | Innsbruck (Austria)  | Medalla de bronce | Cuádruple        |
| Campeonato Europeo |                      |                   |                  |
| Año                | Lugar                | Medalla           | Prueba           |
| 1976               | Sankt Moritz (Suiza) | Medalla de plata  | Cuádruple        |